# Aerial cartwheel

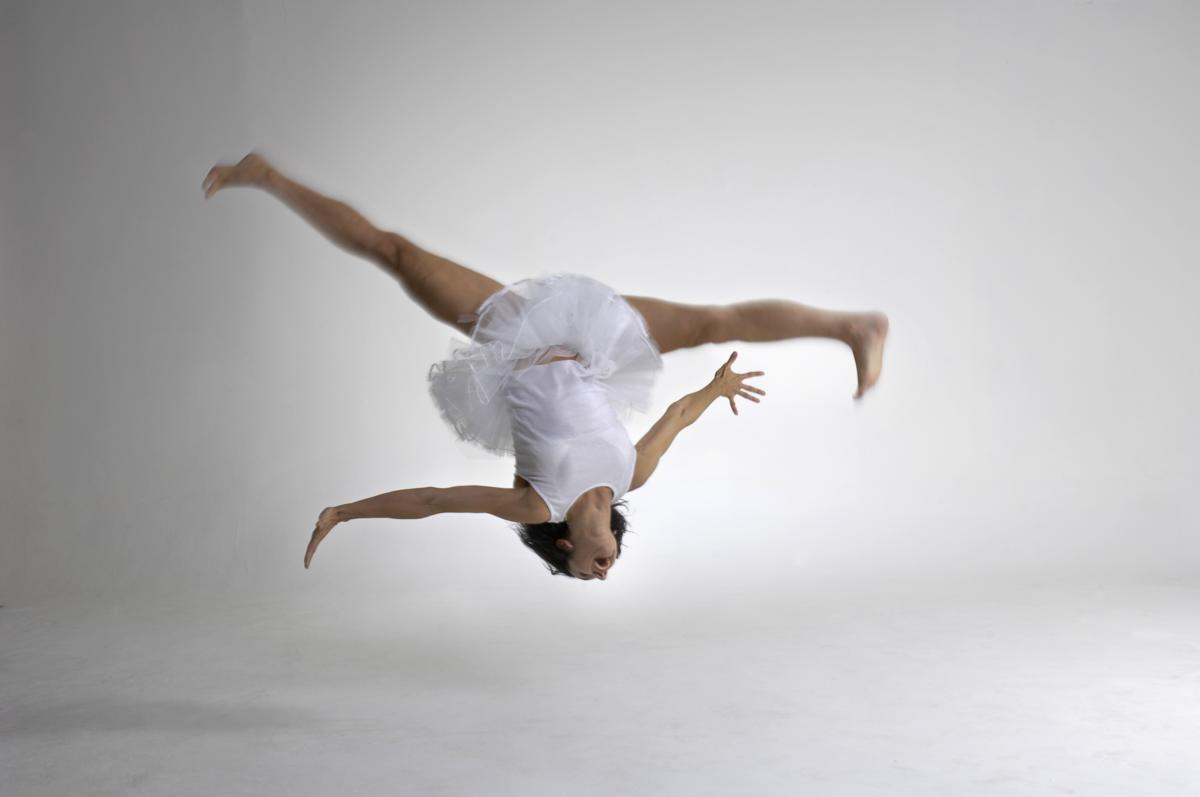
Una bailarina en el aire ejecutando un aerial cartwheel

Un aerial cartwheel (en español cartwheel aéreo) o lateral sin manos, es un movimiento acrobático en el cual el cartwheel es ejecutado sin apoyar las manos en el suelo. Durante la ejecución de un cartwheel estándar, el cuerpo del ejecutante es soportado por sus manos mientras sus piernas pasan por encima, mientras que en el aerial cartwheel las manos se mantienen en el aire. Para compensar la falta del soporte de las manos, el ejecutante realiza un impulso con las piernas para mantener su cuerpo en el aire hasta que sus pies vuelvan a tocar el suelo. El aerial cartwheel puede ser ejecutado mientras se corre o desde una posición fija. Los aerial cartwheels son conocidos por otros nombres, entre ellos se incluyen side flip, side aerials, no-hands cartwheel, rueda lateral sin manos, media luna sin manos o simplemente aerials.
Los aerial cartwheels son ejecutados en gimnasia, cheerleading, danza acrobática, free running y en artes marciales tales como Wushu, y Capoeira.